# Formica ulkei
Formica ulkei är en myrart som beskrevs av Carlo Emery 1893. Formica ulkei ingår i släktet Formica och familjen myror. Inga underarter finns listade i Catalogue of Life.

## Bildgalleri

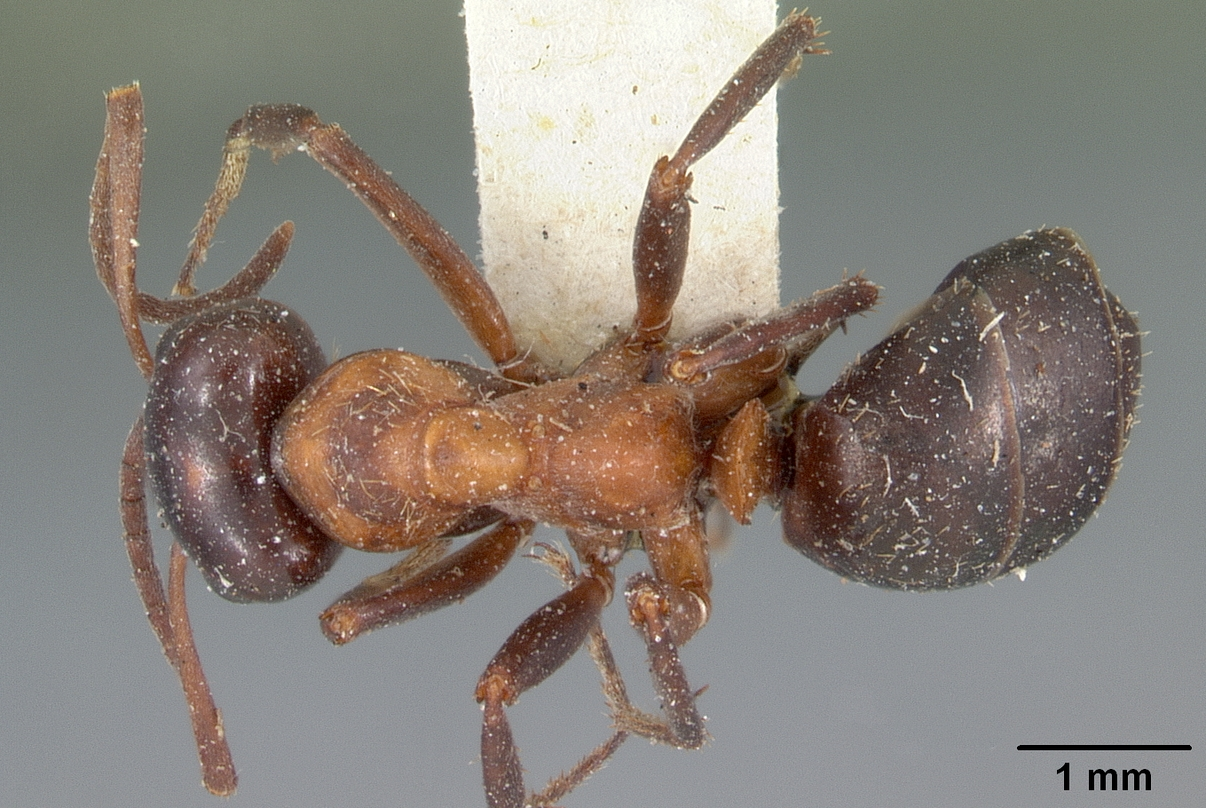
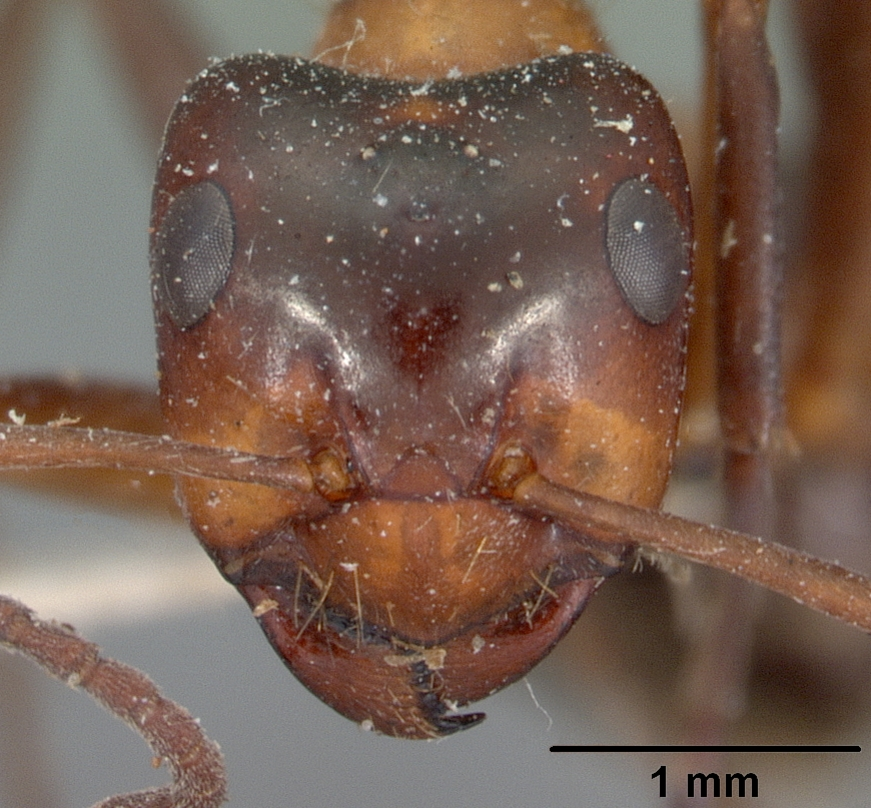
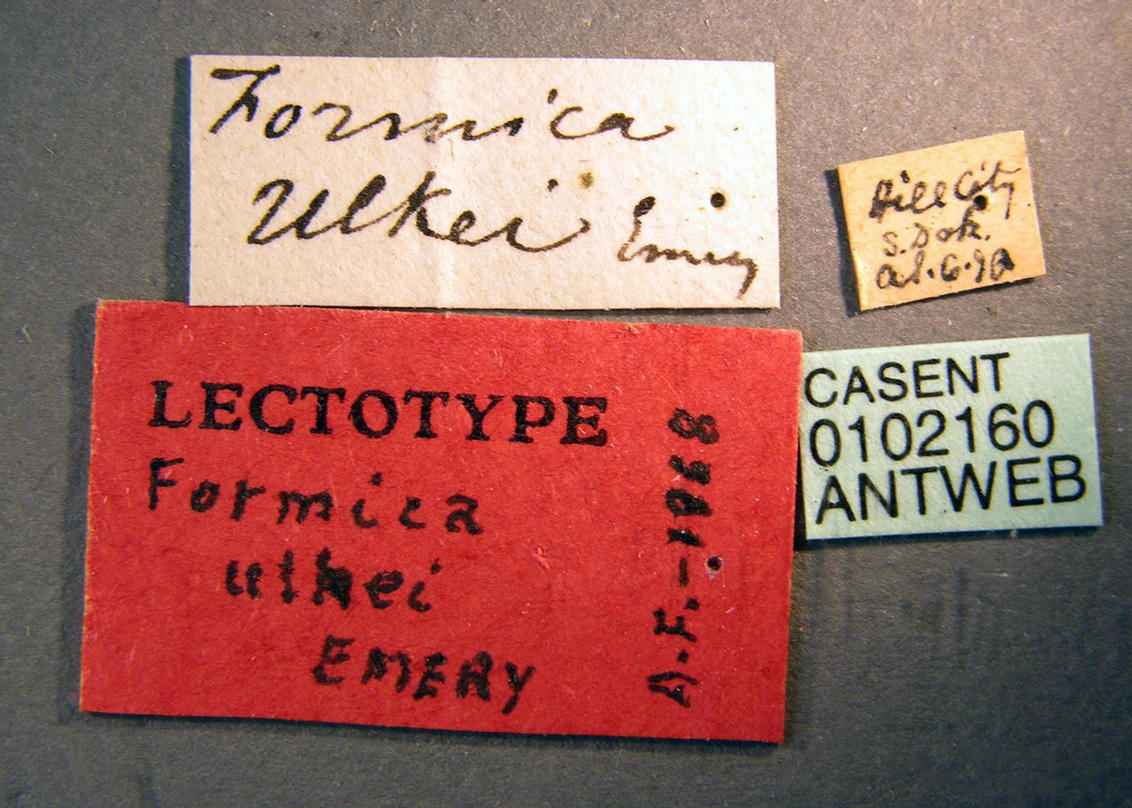
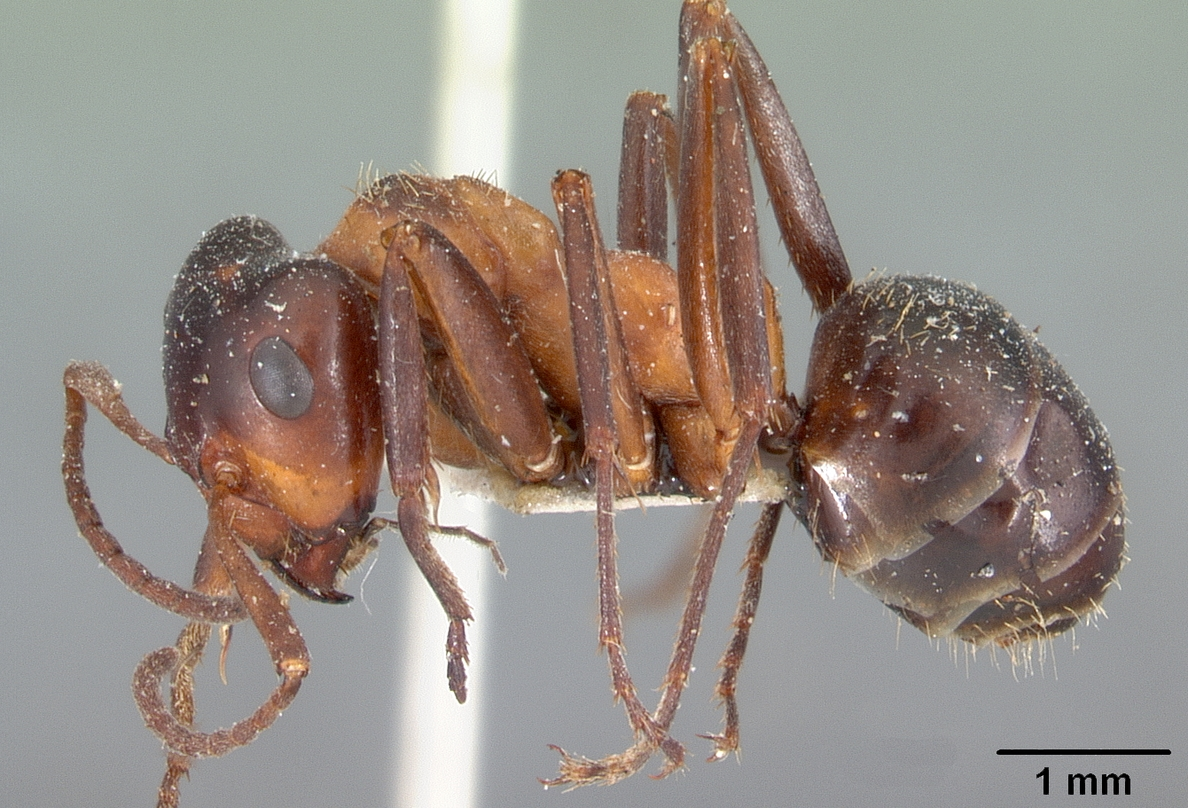